# Бацбийцы

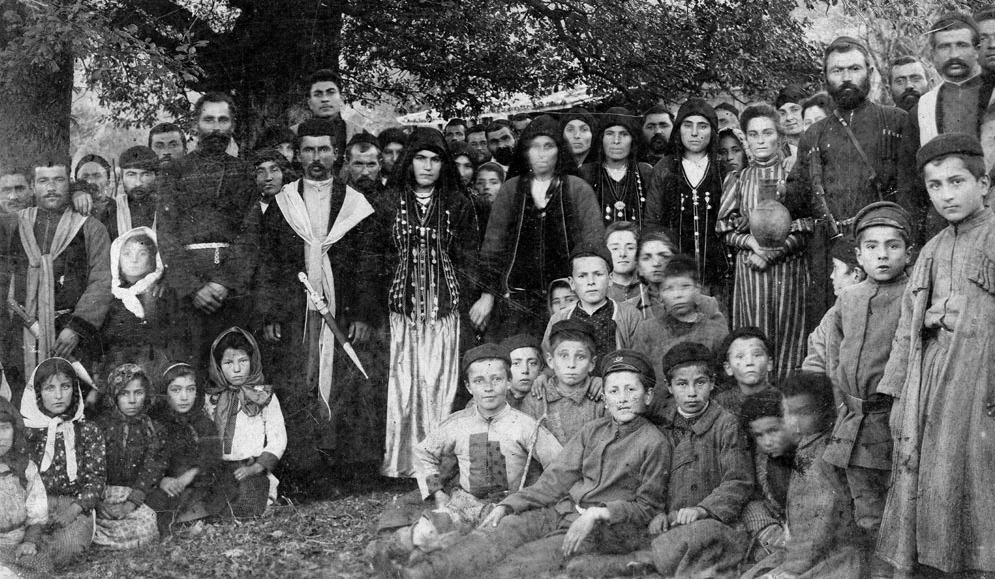
Бацбийцы. Конец XIX века

Бацби́йцы, цова-туши́ны, цо́ва, цо́вцы (бац. ба́цби, ед.ч. — бацав; груз. ბაცბები, წოვათუშები, ингуш. ба́цой, чечен. бей, ба́цой) — небольшой нахский народ, проживающий в Грузии, в крае Кахетия, в исторической области Тушетия. Численность на 2017 год — примерно 3000 человек. Исповедуют православие, в основном принадлежат к Грузинской православной церкви.

## Расселение и численность
В Тушетию (горную область на северо-востоке Грузии) бацбийцы переселились из Чечни и Горной Ингушетии. В Тушетии, в верховьях Андийского Койсу они проживали совместно с тушинами. Согласно переписи в СССР 1926 года именно как представители народности бацбиец или цова-тушин зарегистрировано было только 7 человек — это оказалось 7 женщин из городского населения; в Телавском уезде Грузинской ССР (ЗСФСР) было зарегистрировано 2 564 носителей бацбийского языка. В настоящее время большинство бацбийцев проживает в селе Земо-Алвани возле города Ахмета в верховьях Алазани (Кахетия, южный склон Большого Кавказского хребта).
| Носители бацбийского языка согласно официальным переписям населения СССР:               |             |           |             |
|                                                                                         | 1926        |           |             |
| всего                                                                                   | муж.        | жен.      |             |
| Всего в СССР (все на территории ЗСФСР) — в городских поселениях — в сельских поселениях | 2564 2 2562 | 527 2 525 | 2037 0 2037 |

## Происхождение
Общепринятой является точка зрения, согласно которой бацбийцы, или цова-тушинцы, переселились в Тушетию из мест своего первоначального проживания с другой стороны Кавказского хребта: ареал этого первоначального обитания может описываться как «долина р. Асса», местность Вабуа или окрестности села Эрзи в Ингушетии (утверждается, что А. Н. Генко в 1926 г. установил маршрут миграции бацбийцев из этого региона к месту их позднейшей дислокации). Это переселение могло произойти в конце XVI века либо в начале XVII века. По итогам своего исследования кавказовед Н. Г. Волкова отмечает следующее:
Окружающее бацбийцев тушинское население считает их переселенцами из Галгая. Действительно, в ингушских преданиях рассказывается, как группа фаппийцев из-за малоземелья ушла из родных мест в Тушетию, где впоследствии стала называться цовцами или бацбийцами. Одно из таких преданий о переселении бацбийцев записано мною в 1970 г. в ингушском сел. Ольгеты. “Бацай – это ингуши, фаппий. В нашей стране было малоземелье и засуха, и часть фаппий ушла в Грузию. Прежде они жили в сел. Эрзи. Среди этих переселенцев было много из фамилии Дзауровых”.

Первый цова-тушинский писатель И. Цискаров указывал на происхождение цова-тушин от народа галгай, то есть ингушей, в ряде последующих источников содержатся сходные формулировки: «Галгайского происхождения», «которых относят к кистинскому или галгайскому корню», «потомки ингушей или галгаевцев». 
Происхожденiе Цовскаго общества или, лучше сказать, переселенiе онаго изъ ущелья Глигвы въ Тушетiю, не подлежитъ сомненiю.
 В то же время Н. Я. Марр характеризует бацбийцев как «чеченское племя», ряд других источников указывает на их чеченское или же на чеченское и ингушское происхождение.
Цовцы — выходцы из Чечни (кисты), говорят на языке чеченской группы. Остальные тушины — картвелы, говорят грузинским языком. Цовцы занимаются исключительно скотоводством, остальные тушины занимают, главным образом, земледелием, отчасти скотоводством.
Энциклопедический словарь Брокгауза и Ефрона, издававшийся в конце XIX — начале XX веков, также связывает происхождение бацбийцев с чеченцами:
Среди тушин в давние времена поселилось небольшое чеченское общество, называющие себя бацби, большая часть этих чеченцев, составляющих прежде цовское общество, перешла в недавнее время на Алазанскую равнину и поселилась близ сел. Ахмет
Крупнейший кавказовед П. Услар сообщал в более ранней работе о бацбийцах следующее:
Правда, что тушины принадлежатъ также къ племени нахче, что доказывается грамматическимъ строенiемъ ихъ языка, но они, подчинившись грузинскому влiянiю, совершенно переродились и утратили чеченскiй характеръ
Он также указывал, что:
Нет надобности говорить, что столько же странно было бы считать тушский язык за испорченный язык нахчий, как считать язык нахчий за испорчений тушский. Это то же что считать французкий язык за испорченный итальянский или наоборот.
Ю. Дешериев, отмечал, что «в течение нескольких столетий для бацбийцев и части кистин грузинский язык стал вторым родным языком», но, «несмотря на языковую и культурную ассимиляцию, в 1948 г. ещё были живы старики, помнившие чеченский язык, чеченские обычаи».
Цова-тушины (цова, бацбийцы) фиксируются на территории Грузии с очень давних времен. А. И. Шавхелишвили пишет, что «этнонимы цоба (то есть цова) и туши в период между IX и XI веками на территории Грузии уже существуют: Тушети — один из регионов, где живут горские племена, и цоба — цова — одно из этих племен». Название цова обнаруживается и в паралельном названии древнего Арцаха — Цовдейское Княжество, Цовде.

## Язык
Говорят на бацбийском языке (бесписьменный), исторически знают грузинский. Язык бацбийцев считается генетически близким к чеченскому.
Как пишет в первой половине XIX века учёный языковед цова-тушинец Иов Цискаров, «Цовские и Пирикительские тушины суть кистинского происхождения из общества Голгай. Язык их кистинский и, что совершенно все равно, чеченский». «Сопоставление писем чеченского языка было бы весьма полезно, — утверждал И. Цискаров в своем очерке. — Кроме благодетельного и легчайшего средства к образованию туземцев, оно облегчило бы успех благих мер правительства против неприязненных кистин и всех других непокорных племён сего наречия».
Грузинский этнограф и переводчик Эристави Р. Д. дает следующие сведения об их языке:

Цова, или Цовское общество, есть племя Кистинское, самобытное, Галгайскаго происхожденія, не утратившее ещё природнаго кореннаго своего языка. Оно въ древнія времена обитало въ ущельи Глигвы, образованномъ рѣчкою сего же имени, близъ снѣжнаго хребта, на сѣверномъ его скатѣ.

В 1855 году, в Германии, немецкий академик А. Шифнер по материалам исследований учёного языковеда Иова Цискарова (1820—1860) в основу которого были положены научные и литературные материалы, собранные первым ученым цова-тушинцем издает в Берлине работу «Характеристика тушинского языка». В те же годы он публикует монографию на немецком языке о грамматической структуре тушинского языка. С большим уважением отзываясь о вкладе Иова Цискарова в изучение грамматической структуры родного языка, А. Шифнер в предисловии к монографии писал: «К сожалению, до сих пор не оказалось ни одного человека среди чеченцев, который смог бы сделать столько же, сколько сделал священник И. Цискаров для родного языка».
Согласно А. П. Берже, Что-же касается до тушинских обществ Цовского и Пирикитекельского, то они говорят кистинским наречием, по уверению священника Элиосидзе, самым грубым. Наречие это отличается от чеченского примесью слов и оборотов лезгинских и грузинских. Клапрот в своей Asia polyglotta и Kaukasichen Sprachen, отнес тушинское наречие к так называемой группе Мизджегских языков.

В ближайшем родстве с чеченским языком находится так называемый тушинский язык или тушский язык. Название это, употреблено впервые акад. Гюльденштедтом и принятое последующими лингвистами, совершено неправильно и уже не раз давало повод для недоумения. Дело в том, что тушинами называются, как было указано в своем месте горные грузины, живущие по верховьям Андийского Койсу (Тушинской Алазани) и отчасти на южном склоне Главного хребта в верхней долине Кахетинской Алазани. В неизвестную, но вероятно в очень отдалённую эпоху, в верховьях Андийского же Койсу поселилось небольшое чеченское общество, называющее себя бацби (в единственном числе бацав). Гюльденштедт хотя и угадал родство их языка с чеченским, но назвал их тушинами, с которыми они живут совместно, но отличаются и по языку и по происхождению. Бацби составляли прежде одно Цовское сельское общество, а ныне разделяются на два: Индуртское и Сагиртское, заключающее в себе 1500 д. об. п. Большая часть этих горцев перешла в недавнее время на Алазанскую равнину и поселилась близ села Ахмет. Язык бацби был исследован акад. Шифнером он происходит от Чеченского, но в течение времени и под влиянием грузинского настолько разошелся с ним грамматически, что может считаться теперь не чеченским наречием, а отдельным языком.— этнограф, кавказовед Е. Г. Вейденбаум
Английский журналист и кавказовед Джон Ф. Баддели также считал, что истоки цова-тушинского языка — от ингушского: «среди тушнов существует целая община, известная под названием „Цов“, говорящая на диалекте кистского (ингушского) языка и имеющая, предположительно, кистское происхождение, хотя и отрезанная от них с незапамятных времен».

Цова-тушины говорят на цовском языке. По происхождению их язык галгайский и родствен кистинскому. Но в этом цовском языке много укоренившихся, заимствованных из грузинского языка слов. Цовцы любят свой родной язык и дома и вне его между собой разговаривают на нем. В их семьях цовский знают все — не знать язык просто стыдно. Дети цова-тушин начинают говорить на цовском и уже потом учат грузинский.
— этнограф, историк С. И. Макалатия

## Культура
Согласно БСЭ в быту и культуре бацбийцев много элементов культуры грузин, с которыми они консолидируются. Н. Г. Волкова в своей работе «Этнические процессы в Закавказье в XIX—XX в.» отмечает:

На примере бацбийцев и кистин виден также процесс культурного слияния этих народов с грузинами. Наиболее интенсивно оно происходило среди цова-тушин, в большинстве ассимилировавшихся грузинами ко второй половине XIX в.: бацбийцы заимствовали у них костюм, обычаи, песни и т. п.